# トーマサウ・フォーブス
トーマサウ・フォーブス（Thomasau Forbes、1988年10月12日 - ）は、ウェルウィッチアズに所属するラグビーユニオン選手。

## プロフィール
- ナミビア(当時は南アフリカ)・スワコプムント出身[1]。
- ポジションはフランカー(FL)。
- 身長 178cm、体重 95kg
- ナミビア代表キャップは17（2025年4月現在）でラグビーワールドカップ2019のナミビア代表に選ばれた[2]。

## 略歴
2015年、ウェルウィッチアスに加入。